# Бежта
Бежта́ (бежт. Бежкьа ) — село Бежтинского муниципального участка Цунтинского района Дагестана. Административный центр Бежтинского сельсовета.

## География
Расположено вблизи реки Хзанор (приток Аварского Койсу), в 170 км к юго-западу от железнодорожной станции Буйнакск (по новой федеральной дороге, через Гимринский тоннель), в 274 км к юго-западу от Махачкалы. Высота над уровнем моря — 1500 м.

## Население
| 1869  | 1888  | 1895  | 1926  | 1939  | 1959  | 1970  |
| ----- | ----- | ----- | ----- | ----- | ----- | ----- |
| 1094  | ↗1493 | ↗1613 | ↘1058 | ↗1607 | ↗1643 | ↗2627 |
| 1979  | 1989  | 2002  | 2010  | 2021  |       |       |
| ↗3064 | ↗3117 | ↗3731 | ↘3502 | ↘2680 |       |       |

По данным Всероссийской переписи населения 2020—2001 года — моноэтническое бежтинское село.

## Интересные факты
28 февраля 2004 года вблизи села Бежта погиб в результате боя с российскими пограничниками активный участник чеченского конфликта, бригадный генерал ЧРИ Руслан Гелаев. Погибшим в результате боя пограничникам заставы «Бежта» Мухтару Сулейманову и Абдулхалику Курбанову присвоено звание Героев России посмертно.